# Біволарі (Ясси)
Біволарі (рум. Bivolari) — село у повіті Ясси в Румунії. Входить до складу комуни Біволарі.
Село розташоване на відстані 358 км на північ від Бухареста, 41 км на північ від Ясс.

## Населення
За даними перепису населення 2002 року у селі проживали 2419 осіб.
Національний склад населення села:
| Національність | Кількість осіб | Відсоток |
| -------------- | -------------- | -------- |
| румуни         | 2406           | 99,5%    |
| цигани         | 11             | 0,5%     |

Рідною мовою назвали:
| Мова      | Кількість осіб | Відсоток |
| --------- | -------------- | -------- |
| румунська | 2407           | 99,5%    |
| циганська | 11             | 0,5%     |